# 宮川浩明
宮川 浩明（みやかわ ひろあき、1971年5月4日 - ）は、日本の俳優。埼玉県出身。身長178cm。体重75kg。リガメント所属。劇団47ENGINEのメンバー。

## 人物
1971年5月、埼玉県生まれ。1990年、埼玉県立伊奈学園総合高等学校を卒業し、青山学院大学へ進学。
青山学院大学卒業後、公立高校、県立高校、市立高校に教員として勤務。2003年より俳優としての活動を開始。 
趣味は映画鑑賞、半身浴。

## 出演

### 映画
- 凪（2004年）
- HappyLoooser 愛すべきダメ男たち（2005年）
- サンフラワーパーク（2005年）
- NATO（2005年）
- マスカケ線（2005年）
- ガール・スパークス（2005年）
- ラブレター 蒼恋歌（2006年）
- 龍宮（2007年）
- Girl's Life（2009年）
- 君と歩こう（2010年）
- ハラがコレなんで（2011年）
- FLARE〜フレア〜（2014年） - サトウエイイチ 役[4]
- 私の愛した物体（2015年）
- RED COW（2015年） - 梨田
- 罪の余白（2015年）
- アイドル・バトル＠JK
- AGUA MINERAL
- JUNK（2016年）
- レディ in ホワイト（2018年）
- 星に語りて（2019年）
- 愛国女子—紅武士道（2022年） - 原田啓太 国際政治学者 役
- ダウンタウン・ユートピア（2023年）[5] - 梨田裕也

### テレビドラマ
- 『東大落城』安田 講堂36時間の攻防戦…40年の真相SP（2008年）
- DOOR TO DOOR〜僕は脳性まひのトップセールスマン〜（2009年）
- 大河ドラマ
  - 龍馬伝（2010年）
  - 八重の桜（2013年） - 半平
- 警視庁継続捜査班 第5話（2010年）
- さよならロビンソンクルーソー（2010年）
- 僕とスターの99日（2011年）
- 相棒（2012年）
- 妄想捜査〜桑潟幸一准教授のスタイリッシュな生活 第8話（2012年） - 大前田
- 梅ちゃん先生 第7話（2012年）
- 女秘匿捜査官 原麻希（2012年）
- 赤い糸の女 第21話（2012年）
- 負けて、勝つ 〜戦後を創った男・吉田茂〜 第5話（2012年）
- 土曜ワイド劇場 終着駅の牛尾刑事VS事件記者・冴子 第12作（2012年） - 小林達彦
- 幽かな彼女 第8話（2013年）
- 深夜の用心棒 EPISODE#0 第8話（2013年）
- よろず占い処 陰陽屋へようこそ 第7話（2013年）
- ハニー・トラップ 第1話（2013年）
- 彼岸島 第10話（2013年）
- 警部補・佐々木丈太郎 第6作（2013年）
- 闇金ウシジマくん Season2（2014年） - 宇津井
- 聖母・聖美物語（2014年）
- 私という運命について 第1話（2014年）
- 続・最後から二番目の恋 第1話（2014年）
- 謎解きLIVE 第2弾（2014年）
- リーガルハイ・スペシャル（2014年） - 沼井一郎
- ゴーストライター 第5・6話（2015年）
- ゴーストレート（2015年）
- 警視庁捜査一課9係 第8話（2015年） - 萩原哲
- 花咲舞が黙ってない（2015年）
- 初森ベマーズ（2015年）
- ウルトラシリーズ
  - ウルトラマンX 第15話（2015年）
  - ウルトラマンジード 第1話（2017年） - 学者
- BG～身辺警護人～（2018年） ‐ 郷田喜十郎
- 日曜プライム 深層捜査3（2019年） ‐ 東野刑事
- レッドアイズ監視捜査班 第5話（2021年2月20日、日本テレビ）- 堅志田守
- ドクターホワイト 第1話（2022年1月17日、関西テレビ・フジテレビ系）- クレープ屋
- おもかげ（2023年3月27日、NHK BS4K；2023年5月20日、BSプレミアム）- 竹脇正一の部下 役
- さらば、銃よ 警視庁特別銃装班（2023年4月14日 - 、Lemino） - 官僚 役
- 大追跡〜警視庁SSBC強行犯係〜 第6話（2025年8月13日、テレビ朝日） - 警備会社社員 役

### テレビ番組
- 奇跡体験!アンビリバボー
- 激動! 世紀の大事件
- 世紀のワイドショー!ザ・今夜はヒストリー
- 生命38億年スペシャル 人間とは何だ!?
- たったひとりの反乱

### CM
- ガンホー パズル&ドラゴンズ
- プラスワン

### Vシネマ
- 総長を護れ（2010年） - 警視庁 捜査一課 ミネギシ
- 新・野望の軍団1（2011年） - 大倉工業 職場長
- 首領の道1（2011年） - 刑事
- CONFLICT 〜最大の抗争〜 外伝 織田征仁（2019年） - 天道会若頭補佐 梅本組組長 梅本孝也
- 極道の門6（2020年） - 新宿 東竜会理事長 藤川組組長 藤川仙一
- 織田同志会 織田征仁（2020年） - 梅本考也(しがない情報屋、元天道会若頭補佐)
- 日本統一41（2020年） - 旧・二代目鶴見組若頭 東野組組長 東野道夫

### 舞台
- 命を弄ぶ男二人（2005年） - 包帯 役
- 壊れゆく時を越えて（2007年） - キャバレー店長 役
- 貴方と嘘と夜と音楽（2007年） - カメラマン 役
- 裁判員の評決（2008年） - 弁護士 役
- 赤坂ジルバ（2009年 - 2010年）
- 最後の一本（2009年 - 2010年） - サラリーマン 役
- 晩夏（2009年 - 2010年） - 次男 役
- 星屑の街（2009年 - 2010年） - バーテンダー 役
- ある男と女の話（2009年 - 2010年） - 円斎 役
- 最初に見た人 最後に見る人（2014年） - 遠山 役
- ペテンの系譜（2015年）
- 熱海殺人事件 - 木村伝兵衛 役
- 協奏曲〜ミューズの落とし子たち〜
- 新 幕末純情伝 - 勝海舟の父役 役
- 74engine

### ラジオ
- トヨタプレゼンツ 秋元康のドラマティックドライブ〜いつも誰かと〜（2007年）
- ぼくがみつけた夏の三角